# Bowling for Soup
Bowling for Soup (thường được đánh máy là ¡Bowling for Soup! và viết tắt là BFS) là một ban nhạc rock của Mĩ được thành lập tại Thác Wichita, bang Texas năm 1994. Ban nhạc bao gồm Jaret Reddick (hát chính, ghi-ta), Chris Burney (ghi-ta, hát bè), Gary Wiseman (trống) và Rob Felicetti (bass, hát bè và ghi-ta mộc). Ban nhạc được biết đến với các bài hát như "Girls All The Bad Guys Want", "1985", "Almost", và "High School Never Ends."

## Lịch sử ban nhạc

### Thành lập và những năm đầu (1986-2001)
Bowling For Soup có nguồn gốc từ Tháp Witchita, bang Texas, nơi Jaret Reddick và các thành viên khác lớn lên. Reddick và tay trống Lance Morrill gặp nhau ở nhà trẻ vào mùa thu năm 1977. Reddick và tay ghi-ta Chris Burney quen biết nhau khi còn học trung học (họ gặp nhau vào năm 1986). Như bao học sinh khác thời bấy giờ, họ nghe những ban nhạc heavy metal như Quiet Riot, Ratt và Mötley Crüe, nhưng đồng thời biết đến thể loại fast punk rock của Ramones và sau này là Green Day. Gia đình Burney sở hữu quán cà phê "The Refuge" tại quê nhà với sân khấu ca nhạc, và khi anh ấy chơi với ban nhạc đầu tiên của mình The Persecuted, anh và Reddick đã gặp tay bass Erik Chandler và tay trống Gary Wiseman và đầu những năm 90 (mặc dù Wiseman không tham gia ban nhạc cho tới năm 1998).
Burney và Chandler sớm thành lập ban nhạc The Folkadots, trong khi Wiseman chơi trong Gary & the Wiseman. Burney, Chandler cùng với Morrill, cũng lập nên ban nhạc Slaw. Trong khoảng thời gian này, Reddick lập ra ban nhạc Terminal Seasons. Không lâu sau đó, Reddick và Morrill lập nhóm coolfork! mà sau này Burney gia nhập cùng. Năm 1993, ban nhạc tích cực hoạt động, biểu diễn ở nhiều nơi như The Refuge. Vài tháng sau khi lập ra ban nhạc tên Rubberneck, ban nhạc quyết định đổi tên thành Bowling For Soup, dựa trên vở hài kịch của Steve Martin, và ban nhạc chính thức được thành lập vào ngày 4 tháng 6 năm 1994 tại Thác Witchita, bởi Reddick (hát chính, ghi-ta), Burney (ghi-ta, hát bè), Chander (bass, hát bè, ghi-ta mộc) và Morrill (trống). Morrill sau đó rời ban nhạc và được thay thế bởi Wiseman và tháng 7 năm 1988.
Năm 1996, Bowling For Soup chuyển về Denton, Texas và 2 năm sau đó họ thu âm album phòng thu thứ 2, và là album thứ 3 nhóm Rock onHonoroorabe Ones!! cho hãng thu âm FFROE. Ban nhạc ra mắt EP đầu tiên của mình Tell Me When to Whoa thông qua FFORE trong cùng năm đó. Album bán ra được hơn 10,000 bản, hứa hẹn Jive Records kí kết với ban nhạc.
Hãy làm điều đó cho Johnny! !, Ra mắt nhãn chính của Bowling for Soup, được phát hành trên Jive năm 2000. Album chủ yếu chứa các bản thu âm lại các tài liệu trước đây của nhóm cùng với một vài bản nhạc mới và bản cover bài hát " Summer of '69 " của Bryan Adams.